# Frank Aaen
Frank Aaen Nørresundby(, Aalborg község, 1951. július 25. –) dán közgazdász, politikus. 

## Tanulmányok
1985-ben szerzett közgazdász mesterfokozatot az Aalborgi Egyetemen.

## Politikai karrier
1994 és 2003, majd 2005 és 2015 között volt parlamenti képviselő. A Vörös-Zöld Szövetség baloldali párt tagja volt.
2006-ban az izraeli külügyminiszter, Tzipi Livni őrizetbe vételére szólított fel annak dániai útja során, hogy megállapítsák, az izraeli kabinet tagjaként vétkes-e az állítólagos izraeli háborús bűnökben.
Kristian Jensen 2019-ben azzal vádolta, hogy hamis információkat terjesztett a Radius energiaipari cég eladásával kapcsolatban. Aaen fenntartotta, hogy a céget olcsó áron adták el. A dán pénzügyminisztérium politikai támogatottság hiánya miatt lemondta az eladást.